# Comuna Velîka Osnîțea, Manevîci
Velîka Osnîțea (în ucraineană Велика Осниця) este o comună în raionul Manevîci, regiunea Volînia, Ucraina, formată din satele Mala Osnîțea, Velîka Osnîțea (reședința) și Zaricicea.

## Demografie
Componența lingvistică a satului Velîka Osnîțea
     Ucraineană (99,79%)
     Alte limbi (0,21%)
Conform recensământului din 2001, majoritatea populației satului Velîka Osnîțea era vorbitoare de ucraineană (99,79%), existând în minoritate și vorbitori de alte limbi.